# ميغل أنخل أستورياس

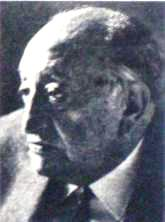
ميغل أنخل أستورياس

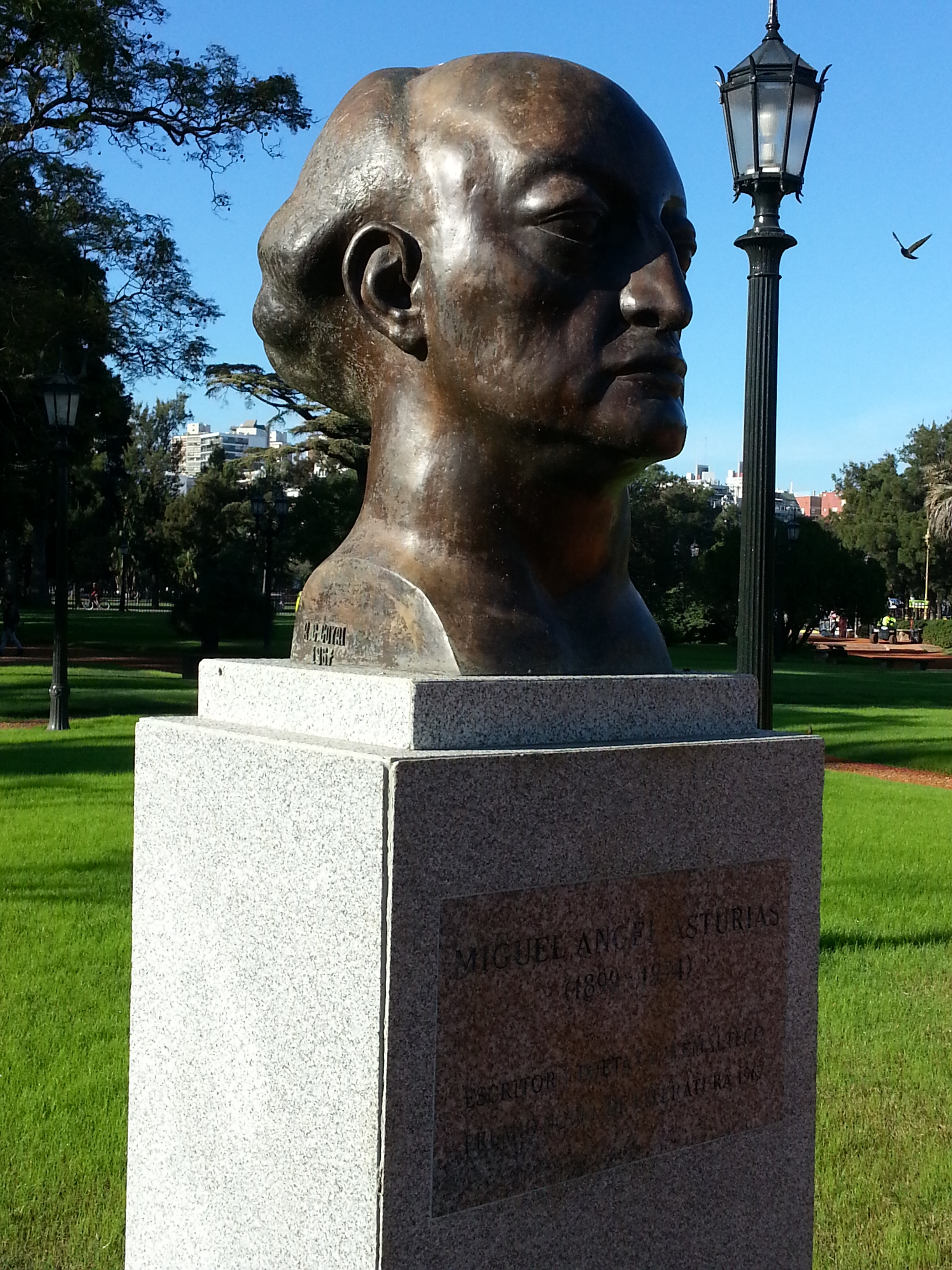
تمثال نصفي لميغيل أنخل أستورياس، في بوينس آيرس.

ميغل أنخل أستورياس (بالإسبانية: Miguel Ángel Asturias Rosales)‏ هو أديب وشاعر وصحفي ودبلوماسي غواتيمالي ولد في 19 أكتوبر 1899 في مدينة غواتيمالا. حصل على جائزة نوبل في الأدب عام 1967. وكان أنخل أستورياس من أوائل الروائيين في أمريكا اللاتينية الذي تناولوا موضوع الاستبداد وتبعه في ذلك كثير من الروائيين. أدت الشهرة التي عرف بها أستورياس في معارضته للحكم الديكتاتوري إلى قضاء معظم حياته في المنفى سواء كان ذلك في أمريكا الجنوبية أو في أوروبا. وبعد عقود من النفي والتهميش حصل أستورياس على شهرة واسعة النطاق في عقد الستينيات من القرن العشرين. وتوفي في 9 يونيو 1974 في مدريد.

## أهم رواياته
- السيد الرئيس أو (بالإسبانية: El Señor Presidente)‏ رواية ساخرة يصف فيها حياة الشعب في ظل حكم دكتاتور لا يرحم.
- الريح القوية.

## تكريمه
فاز في عام 1966 بجائزة الاتحاد السوفييتي لينين للسلام، وفي السنة التالية تم منحه جائزة نوبل في الأدب، وبذلك كان هو الثاني من أمريكا اللاتينية الذي يحصل على هذه الجائزة.
أمضى أستورياس سنواته الأخيرة في مدريد، حيث توفي في سن الرابعة والسبعين، و دُفِن في مقبرة بير لاشيز في باريس.

## روابط خارجية
- ميغل أنخل أستورياس على موقع IMDb (الإنجليزية)
- ميغل أنخل أستورياس على موقع الموسوعة البريطانية (الإنجليزية)
- ميغل أنخل أستورياس على موقع مونزينجر (الألمانية)
- ميغل أنخل أستورياس على موقع إن إن دي بي (الإنجليزية)
- ميغل أنخل أستورياس على موقع ديسكوغز (الإنجليزية)
- ميغل أنخل أستورياس على موقع قاعدة بيانات الفيلم (الإنجليزية)